# Louis Cools-Lartigue
Sir Louis Cools-Lartigue, OBE (* 18. Januar 1905; † 21. August 1993) war ein dominicanischer Politiker.
Bis 1955 war Cools-Lartigue der Chief Secretary of the Windward Islands. Am 9. Mai 1955 erhielt er eine Commission von George F. Holsten die ihn zum Governor's Deputy ernannte.
Von November 1967 bis zum 3. November 1978 war Cools-Lartigue der letzte Gouverneur von Dominica. 1968 wurde er als Knight Bachelor („Sir“) geadelt. Danach wurde er zum Interims-Präsidenten ernannt und diente in dieser Funktion vom 3. November 1978 bis zum 29. Januar 1979, als Fred Degazon zum Präsident von Dominica gewählt wurde. Während einer Verfassungskrise floh Degazon am 10. Juni 1979 nach England und Cools-Lartigue wurde vom House of Assembly erneut gewählt (15. Juni 1979). Cools-Lartigue trat jedoch bereits am folgenden Tag zurück. Er hatte sowohl familiären Druck, als auch Drohungen von randalierenden Gegnern erhalten. Sein Nachfolger wurde Jenner Armour.